# Францішек Карпінський
Францішек Карпінський (пол. Franciszek Karpiński; 4 жовтня 1741, с. Голосків поблизу Отинії, тепер Коломийський район — 16 вересня 1825 в м. Волковиськ, тепер Білорусь) — польський поет, драматург; представник сентименталізму.

## Життєпис
Народився у сім'ї дрібних шляхтичів — син Анджея і Розалії Карпінських. Батько — адміністратор родинного села поета, власності Потоцьких.
Навчався спочатку в єзуїтському колегіумі Станіславова — школі з великими традиціями, заснованій у 1669 розбудовником міста Анджеєм Потоцьким. У 1718 р. перейшла до єзуїтів, які підняли її на дуже високий рівень. Тут він два роки вивчав риторику та філософію.
Після закінчення колегіуму вчився у Львівській єзуїтській академії, де здобув докторський ступінь з філософії і гуманітарних наук та бакалавра богослов'я. Півтора року Францішек навчався у Відні, де опанував іноземні мови та слухав лекції видатних натуралістів.
У віці 40 років видав перший том віршів.

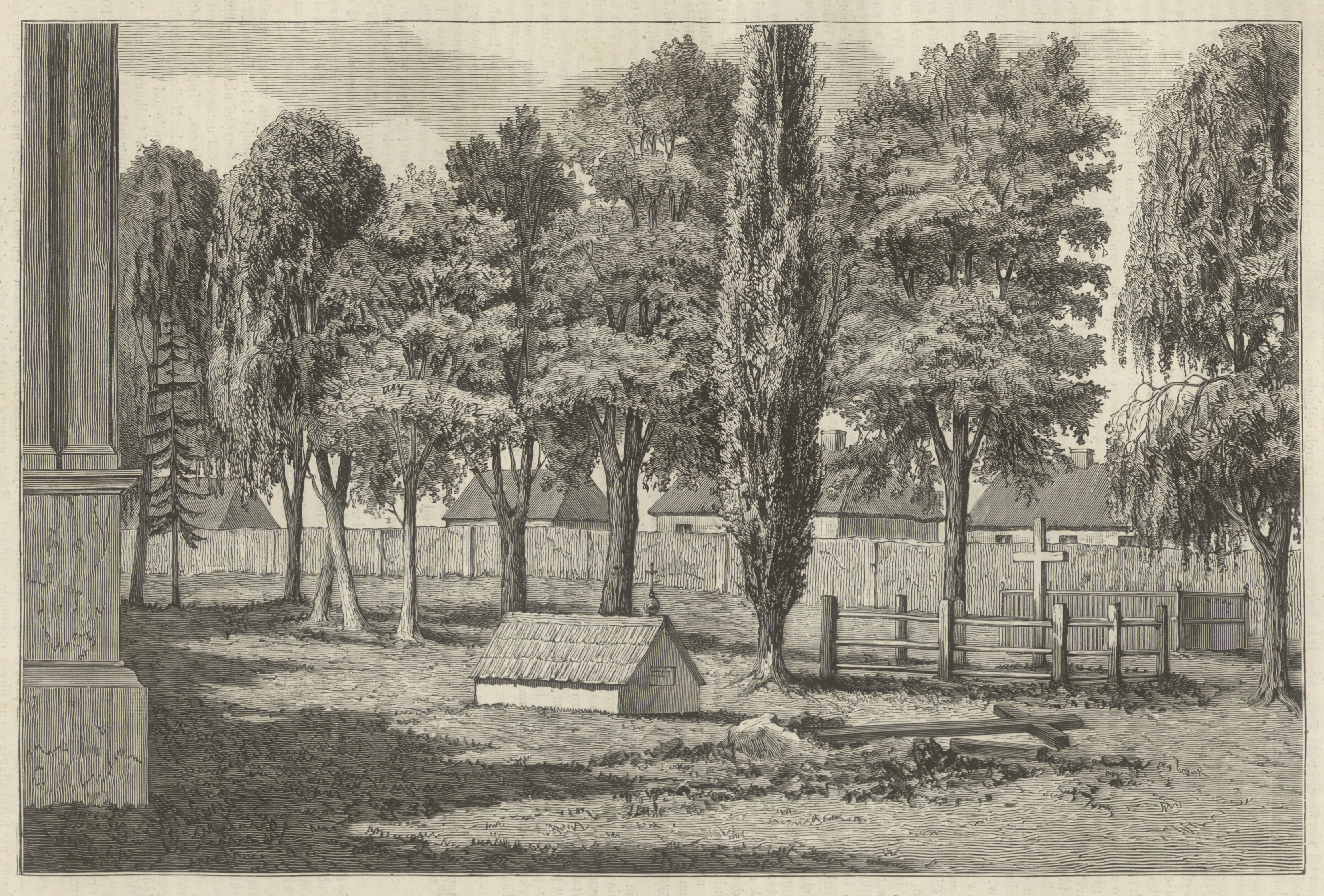
Надгробок Францішека Карпінського

У 1819 Карпінський купив фільварок Харавщина у Волковиському повіті, де писав свої мемуари та провів залишок свого життя.
У нього було троє бранок серця, названих ним «Юстинами», однак ніколи не був одружений.
Гробниця поета знаходиться на кладовищі колишнього костелу в Лисково (біл. be-x-old:Лыскава (Берасьцейская вобласьць))

## Олекса Довбуш
За свідченням істориків: 8 жовтня 1741 року — український опришок Олекса Довбуш нападає на маєток шляхтича Карпінського в селі Голосків Коломийського повіту і гуманно поводиться з породіллю і немовлям, майбутнім відомим польським поетом Францішеком Карпінським. Про те, яким ввічливим і люб'язним був Олекса Довбуш, розповів згодом у спогадах сам поет: 
|  | Того дня, — пише Ф. Карпінський, — трапилась у домі моїх батьків дивна пригода. Сусід і приятель мого батька Козловський перестерігав його (батька) на кілька годин перед тим, коли я мав побачити світ, що славний на все Покуття опришок Олекса Довбуш, який у цих краях немало себе показував, мав напасти на дім моїх родичів з 12 молодцями. В тяжких болях лежала моя мати на ліжку, а батько покинув хату, побоюючись, щоб не втратив життя, забрав наскоро з собою все, що міг, і сховався в недалекому лісі, наказавши при своєму відході, щоб для того страшного гостя і його товаришів поставити на стіл хліб, сир і горілку. Через годину після мого народження прийшов у двір Довбуш зі своїми; застав у всьому домі лише мою матір на ліжку і бабу, що мене мила і на руках тримала, — більше не було нікого. Моя мати не могла говорити з болів і переляку, баба приступила до Довбуша зі мною на руках і каже: „Ось годину тому, як народилася дитина, зважай на Бога і на хвору матір, і на немовлятко і не роби ніякої шкоди, коли тебе приймають, як доброго гостя”. Ці слова зворушили серце ватажка; він наказав своїм молодцям, щоб поводили себе чемно і засів з ними до їжі й до горілки, якої було досить. Бабі дав потім три злотих червоних, а мою матір просив, щоб дала дитині на згадку, що він там був, ім’я — Олекса — бо так звався Довбуш — і пішов зі своїми, не зробивши ніякої шкоди |

Під час навчання у Станіславові, 24 квітня 1754 року, Карпінський став свідком страти соратника і наступника Довбуша — Василя Баюрака біля міської ратуші.

## Творчість
Францішек Карпінський писав вірші, пісні і балади:
- ідилії (Лаура і Філон)
- вірші про кохання («До Юстини»)
- думи
- елегії,
- патріотичні вірші:
- релігійні пісні:
  - «Ранкова пісня»
  - «Всі наші повсякденні справи»
  - «Бог йде з небес»
  - «Пісня про народження Господа»

Інша поезія:
- переклад «Псалмів Давида»
- автобіографія «Історія мого віку та люди, з якими я жив», (1792)
- комедія «Оренда»
- трагедія «Болеслав III»,
- «Про вимову у прозі чи вірші» (1782)

У 1844 р. Маркіян Шашкевич опублікував в газеті «Зоря Галицька» вільний переклад на українську мову поезії Карпінського «До Юстини» та «Скарга на весну». у 1988 р. коломийський письменник і журналіст Микола Савчук переклав вірш Ф. Карпінського «Прощання з Ліндорою в горах».
Крім поезій, Карпінському належать також історичні спогади про місто Івано-Франківськ — у «Пам'ятниках», опублікованих в Кракові в 1844 р. Вони стали важливими джерелами з історії міста початку другої половини XVIII ст.

## Вшанування пам'яті
- В 1924 — 1939 рр. Снятинська гімназія носила ім'я Францішека Карпінського.
- пам'ятник у Коломиї, знищений у 1948 році комуністами[6]
- за іншими джерелами 16 вересня 1880 р., після святкового богослужіння в римо-католицькому парафіяльному костелі й проповіді священика М. Мартіна з нагоди ювілею видання збірки польського поета і драматурга Францішека Карпіньскі (1741—1825), уродженця с. Голоскова, нинішнього Коломийського р-ну, на пл. Ринок йому поставили пам'ятник. Відкриття збіглося в часі з етноґрафічною виставкою. Пам'ятник Ф. Карпіньскі виготовив професор «Школи красних наук» у Кракові В. Ґодомські. Відтоді нова площа отримала назву площі Карпінського (існує й інша версія — пл. Ринок була поділена й перейменована 1931 р., а не 1880 р.; тоді площею Карпінського названо сучасну пл. Шевченка. Згодом російські війська, які 15 вересня 1914 р. вступили в Коломию, знищили пам'ятник Ф. Карпіньскому і Т. Шевченкові.
- У місті Львів у 1871—1944 рр. була вулиця Францішека Карпінського.